# Xã Lower Allen, Quận Cumberland, Pennsylvania
Xã Lower Allen (tiếng Anh: Lower Allen Township) là một xã thuộc quận Cumberland, tiểu bang Pennsylvania, Hoa Kỳ. Năm 2010, dân số của xã này là 17.980 người.